# Homer (Geórgia)
Homer é uma cidade  localizada no estado americano de Geórgia, no Condado de Banks.

## Demografia
Segundo o censo americano de 2000, a sua população era de 950 habitantes.
Em 2006, foi estimada uma população de 1076, um aumento de 126 (13.3%).

## Geografia
De acordo com o United States Census Bureau tem uma área de 24,8 km², dos quais 24,8 km² cobertos por terra e 0,0 km² cobertos por água. Homer localiza-se a aproximadamente 258 m acima do nível do mar.

## Localidades na vizinhança
O diagrama seguinte representa as localidades num raio de 16 km ao redor de Homer.